# Literatura en gallego
Se denomina literatura en gallego o, simplemente, literatura gallega al corpus de obras literarias escritas en lengua gallega. 
Como ocurre con la mayor parte de las demás lenguas romances, las primeras manifestaciones literarias en gallego (entonces gallego-portugués) datan de la Edad Media. Tras esta etapa medieval (en la que resulta especialmente relevante la producción poética), tuvo lugar un largo período de algo más de tres siglos de sequía literaria, denominados séculos escuros (en español, «siglos oscuros») que coincidió con un casi total abandono del gallego como lengua literaria. Con el rexurdimento, desde principios del siglo XIX, la literatura en gallego vuelve a cultivarse y surgen así nombres fundamentales como Rosalía de Castro. Ya en el siglo XX, antes de la guerra civil tienen especial importancia grupos de intelectuales como la Generación Nós y las Irmandades da Fala, en los que se integran escritores como Vicente Risco, Ramón Cabanillas y Castelao. Se pueden acotar, luego, dos periodos más que coincidirían, aproximadamente, uno con el franquismo y el otro con el período que llega hasta nuestros días, desde el advenimiento de la democracia en España. Autores relevantes de la literatura gallega actual son Xosé Luis Méndez Ferrín, Manuel Rivas y Suso de Toro.

## La literatura medieval
Durante la época medieval la producción literaria de Galicia y Portugal era realizada en un idioma común que se conoce convencionalmente con el nombre de galaico-portugués o portugués medieval (término más frecuente en Portugal). La importancia que la literatura en gallego tuvo para la península ibérica se puede comparar a la importancia de la literatura occitana en Europa Central y del Mediterráneo.

### Poesía lírica
La poesía medieval en gallego es exclusivamente lírica (no hay, pues, poesía narrativa del tipo de la poesía épica castellana aunque las Cantigas de Santa María no dejen de ser narraciones versificadas); está dedicada al canto y poseía acompañamiento musical.
Se distinguen dos tradiciones: una profana (conocida como lírica gallego-portuguesa) y otra religiosa, materializada en las Cantigas de Santa María.
El ámbito cronológico de esta poesía abarca el período que va desde finales del siglo XII hasta la segunda mitad del XIV y la autoría corresponde a unos 153 autores.

#### La lírica galaicoportuguesa

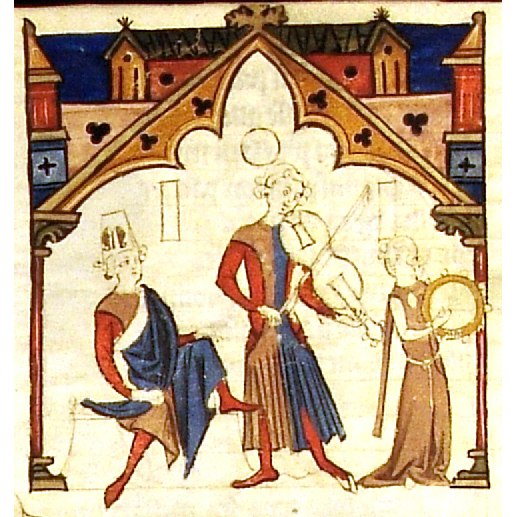
Trovadores en una miniatura del Cancionero da Ajuda.

El corpus de la lírica gallego-portuguesa medieval está constituido por aproximadamente 1.680 textos poéticos (la mayor parte de ellos denominados cantigas) de tema amoroso y satírico. La cantiga más antigua que se conoce data de 1196 - 1198, el texto “Ora faz ost´o señor de Navarra”, escarnio político de João Soares de Paiva.
Los textos han sido transmitidos a través de tres cancioneros manuscritos:
- Cancionero de Ajuda
- Cancionero de la Biblioteca Vaticana
- Cancionero Colocci-Brancuti

Algunos poetas destacados fueron Bernardo de Bonaval, Airas Nunes, Pero da Ponte, Pero Amigo y Martín Codax.

#### LasCantigas de Santa María
Se trata de un conjunto de entre 420 (o 427) textos de temática generalmente miraculística compuestos y recopilados bajo el patrocinio del rey de Castilla Alfonso X el Sabio. siendo algunas, al menos diez de ellas, de la autoría del propio monarca. Se trata del único ejemplo de temática mariana y de narraciones versificadas en la literatura medieval gallego-portuguesa. Por lo demás, la riqueza de las miniaturas contenidas en los códices conservados les confiere un valor documental excepcional para conocer usos y costumbres típicos en la corona de Castilla.

### La prosa
El corpus prosístico medieval en gallego se produjo en el ámbito cronológico que va, aproximadamente, del 1200 al 1350, y estuvo estrechamente vinculado con la literatura europea occidental y con la tradición clásica. 
Al igual que el resto de la literatura medieval, la prosa está formalmente muy influida por el carácter oral de la experiencia literaria de la época, lo que se manifiesta, estilísticamente, en apelaciones al auditorio-lector, en fórmulas derivadas de verbos como oír, hablar, escuchar, y en desequilibrios estructurales (descompensación entre el tamaño de las partes, por ejemplo) acompañados de repeticiones, digresiones, etc.
A diferencia de lo que ocurre con la documentación administrativa, muy abundante, los restos prosísticos de carácter literario son muy escasos. Es preciso hacer notar que esto, en parte, se debe a que la lengua gallega estaba fijada en el ámbito peninsular como lengua propia de la poesía lírica, y no de la prosa literaria; por otro lado, el uso político de la prosa aconsejaría su escritura en castellano antes que en gallego. 
Convencionalmente, se clasifica la prosa medieval gallega en tres ámbitos genéricos: hagiografía, historiografía, y prosa de ficción. En ninguno de los tres casos se trata de creación original en gallego, sino de traducciones o versiones más o menos fieles.
La hagiografía de la literatura hagiográfica que tiene por objetivo registrar la vida ejemplar y los milagros realizados por los santos, con el objeto de glorificarlos y de servir de modelo de comportamiento para los lectores. 
El principal protagonista de la prosa hagiográfica en gallego es el Apóstol Santiago. El texto fundamental es Milagres de Santiago, versión reducida del Liber Sancti Iacobi, que está conservado en un códice fragmentario del primer tercio del siglo XV.
La prosa de ficción, derivada del roman francés nacido en la segunda mitad del siglo XII, en gallego tiene como principal representante la Crónica troiana, versión en gallego del Roman de Troie. La versión fue encargada por el conde Fernán Pérez de Andrade a partir de una traducción al castellano y fue concluida en 1373 (se estima, no obstante, que es probable que existiese una versión en gallego anterior de la que habría salido la versión en castellano). La Cronica troiana

es la novela gallega más antigua y la única medieval que se conserva completa, y es preciso valorarla como uno de los más grandes esfuerzos literarios desarrollados en lengua gallega, tanto por sus dimensiones como por sus resultados lingüísticos y estilísticos.

Más allá de este texto, hay varios fragmentos y manuscritos sueltos de desigual valor, entre los que destaca un fragmento de un Livro de Tristán (ya de la materia de Bretaña), del tercer cuarto del siglo XIV, importante porque se trata de la traducción de un ciclo textual del que no se converva testimonio alguno en el resto de la literaturas peninsulares.
La historiografía gallega tien sus inicios, como es natural, relacionados con Alfonso X, quien aun habiendo apostado por el castellano como lengua de cultura, promovió la traducción a otras lenguas peninsulares de varios textos.
De finales del siglo XIII es una traducción al gallego de una Crónica de Castela, que va además precedida por una genealogía real navarra, conocida como Liber Regum y acompañada de un resumen del reinado de Fernando III y sucesores, y otros textos menores. El texto resultante es conocido como Crónica galega de León e Castela. Se trata de uno de los textos en prosa más arcaicos que se conocen y es la base para importantes textos portugueses como la Cronica geral de 1344 y, sobre todo, la Crónica de 1404 (fecha de su finalización), uno de los pocos textos en prosa escritos originalmente en gallego (aunque conserva en sus inicios el arranque original en castellano).
Se conserva también una traducción incompleta de la General storia alfonsina y una Crónica de Santa María de Iria, traducción de dos fuentes latinas.

## La literatura durante losSéculos Escuros
Desde comienzos del siglo XV, el gallego y el portugués fueron perdiendo su unidad. El gallego pasó a tomar una posición periférica, tanto con respecto al portugués, lengua oficial y protegida de un reino, como del castellano, cuya nobleza había sustituido a la nobleza gallega desde finales del siglo XIV.
La literatura en gallego entrará en una época de estancamiento en el que prácticamente no hay creación literaria en la lengua. Son los llamados Seculos Escuros, "Siglos Oscuros" en castellano.
Tras una primera etapa de sequía absoluta (siglos XV y XVI), durante los siglos XVII y XVIII se produjeron algunos timidísimos intentos de elaborar algún tipo de creación literaria en gallego.
Tras la apertura en 1649 de las Facultades de Derecho y Medicina en Santiago de Compostela, se pudo celebrar, gracias a la diversidad de estudiantes, el concurso literario de las Festas Minervais de 1697, que se convocó en recuerdo del arzobispo Alonso III de Fonseca, El Grande; como resultado del mismo, se publicó una recopilación de los trabajos presentados: Fiestas Minervales y aclamación perpetua a la Musa, en la que destacan nueve romances escritos en gallego; la presencia del gallego es, pues, minoritaria en el volumen. 
El profesor Alonso Montero ha denominado este tipo de composiciones como poesía académica en gallego de los siglos XVI y XVII, y entran en ella, además del volumen antes citado, cuatro obras más, todas ellas de tipo recopilatorio y en la que la presencia de literatura en gallego, aun existiendo en tres de ellas, es muy breve; se trata de poemas de estilo barroco, genéricamente encuadrados en la elegía y el romance, aparte de algunos versos sueltos.
Además de esta poesía académica, hay testimonio de otras tendencias literarias, entre las que destacan:
- la continuidad de la poesía lírica popular, en forma, por ejemplo, de poesía navideña (de la que han quedado manuscritos en algunas iglesias).
- una poesía de circunstancias, de la que sería ejemplo el Pranto de Frouseira, en el que un anónimo llora la muerte del mariscal Pedro Pardo de Cela y de su hijo.
- un poema narrativo sobre el saqueo de la villa de Cangas por los turcos en 1617.
- una composición dramática en verso de 1671 de Gabriel Feijoo de Araújo titulada Entremés famoso sobre a pesca no río Miño, en la que se escenifican peleas entre labradores gallegos y portugueses por derechos de pesca en el Miño.

Paradójicamente, es en el siglo XVIII, siglo en el que intensifica la presión contra el gallego, cuando aparecen figuras intelectuales de primer orden que lo defienden: el Padre Feijóo, el Padre Sobreira y el Padre Sarmiento, personalidades que escriben estudios importantes sobre el gallego. 
Fray Martín Sarmiento, por ejemplo, reivindicó la necesidad de la escolarización en gallego y del conocimiento del mismo para aquellos forasteros que viniesen a trabajar en Galicia. Especialmente dedicado a la lexicografía, Sarmiento escribió también poesía (1.201 coplas de un inacabado Diálogo de 24 rústicos) y una primera reseña de la literatura gallega medieval. Además, propuso al padre Sobreira la redacción de un Diccionario gallego del que solo se prepararía el material para las dos primeras letras del alfabeto.

## ElPrerrexurdimento
El Prerrexurdimento -Prerresurgimiento- es una época de la literatura gallega que abarca desde 1808, año en que Napoleón entra en España, hasta 1863, fecha en que Rosalía de Castro publica sus Cantares Gallegos. Es una literatura influida por la conquista francesa, que provoca la autonomía de Galicia bajo la Junta General del Reino de Galicia (o Xunta Xeral do Reino de Galicia).
Hasta más o menos 1840 los textos que se editaron fueron más utilitarios y divulgativos que literarios, y trataban ampliamente la situación sociopolítica de la España ocupada. El primer documento objeto de estudio de esta época (en tanto que se considere literario el estudio de la correspondencia) es una carta-representación de Pedro Cima de Vila, donde los vecinos de Puentedeva piden al rey Carlos IV que suavice los impuestos sobre el comercio del vino. Aparecen también textos que tratan de captar soldados para la guerra, como el poema anónimo Un labrador que foi sarxento aos soldados do novo alistamento (1808).
A partir de 1840 se vuelven numerosos los poemas publicados en los periódicos gallegos. Mención aparte merece la obra trilingüe de Xoán Manuel Pintos A Gaita Gallega, Tocada polo Gaiteiro, ou Carta de Christus para ir Deprendendo a Ler, Escribir e Falar Ben a Lengua Gallega (1853), popularizada simplemente como A gaita gallega y escrito en gallego, español y latín, con anotaciones en francés.

## ElRexurdimento
La literatura en gallego renació en la segunda mitad del siglo XIX, el llamado Rexurdimento, con literatos como Rosalía de Castro, Eduardo Pondal, Curros Enríquez y otros.
La gran figura del Rexurdimento es sin duda Rosalía de Castro. Pocas veces se puede afirmar de un autor que ha contribuido con su genio al resurgimiento de la literatura en dos lenguas, como es el caso de Rosalía. En español es, junto a Bécquer, la precursora de la modernidad e iniciadora de una nueva métrica castellana con su obra En las orillas del Sar. En gallego Cantares gallegos es sin duda una de las obras cumbres de la literatura en la lengua.

## El tránsito hacia elsigloXX
Tras el relativo periodo de esplendor del Rexurdimento, que, cuando menos, reincorpora a la lengua gallega como vehículo de expresión cultural, la intelectualidad gallega diversifica su actividad con el objeto de abrir nuevos caminos para la sensibilidad y reivindicaciones galleguistas. Se realizan, además, determinados esfuerzos institucionales para consolidar el gallego como lengua de cultura, tal como se aprecia en la literatura didáctica que se desarrolla: algunos resúmenes de historia y geografía de Galicia, edición de textos medievales, atención a la ortografía y, sobre todo, la fundación en 1906 de la Real Academia Galega bajo la presidencia de Manuel Murguía, que de inmediato publicó un boletín con contenidos históricos, genealógicos, etc. 
Literariamente, debido a lo anterior, es una época de cierta esterilidad. Cierto número de escritores conforman lo que se ha dado en denominar promoción "Antre dous séculos" (entre dos siglos), caracterizada por un intento de amalgamar la herencia pondaliana con los nuevos idealismos de moda en la literatura europea del momento; los resultados, no obstante, fueron más bien discretos, decantándose más bien muchos de ellos por un seguimiento de movimientos más próximos geográficamente, como el saudosismo portugués. A este respecto, destaca Antonio Noriega Varela.
En poesía, básicamente, se continúan las tres grandes tendencias del rexurdimento: el costumbrismo ruralista, el historicismo profético y la poesía civil.
1. El costumbrismo ruralista, basado en la identificación del uso social y literario del idioma, se origina especialmente en Cantares gallegos, de Rosalía de Castro, cuyos seguidores no hacen sino acentuar la visión deformada del mundo rural gallego. El poeta que en esta tendencia más luchó por renovar la herencia recibida es Manuel Leiras Pulpeiro, experimentador de líneas poéticas novedosas como la civil, la costumbrista, la paisajística, etc. Otros autores, aunque menores, fueron Evaristo Martelo Paumán, Florencio Vaamonde Lores (seguidores ambos de Eduardo Pondal) y Filomena Dato (seguidora de Rosalía de Castro).
2. el llamado historicismo profético busca asentar la identidad gallega en el pasado; se origina a partir de la obra de Eduardo Pondal, pero se desarrolla a través de una poesía narrativa, no lírica, con pretensiones épicas, buscando sus temas no solo en el mundo mítico celta sino también en la Edad Media y la modernidad. Además de cultivarlo el propio Pondal en su poema Os Eoas, otros autores que lo frecuentaron fueron Evaristo Martelo Paumán (1853-1928), Florencio Vaamonde Lores (1860-1925) y Francisco Tettamancy (1854-1921).
3. en cuanto a la poesía civil, se trata más bien de un temática compartida por casi todos los escritores de la época, que se interesan por los temas sociales y de reivindicación nacional. En muchos casos, por otro lado, son claros seguidores de Curros Enríquez, mezclando una ideología progresista y republicana, con la denuncia de la injusticia social y el oscurantismo; son escritores como Manuel Lugrís Freire (1863-1940) o Eladio Rodríguez González (1864-1949).

## Literatura delsigloXX: antes de la guerra civil

### LasIrmandades da falay elGrupo Nós

#### La literatura alrededor de las Irmandades
El programa cultural de las Irmandades estaba centrado en la difusión del gallego y en la incentivación del conocimiento de la cultura gallega en general; a tales efectos, la creación del semanario A Nosa Terra, además de su importancia como portavoz ideológico, supuso la aparición de una publicación donde se pudo desarrollar una prosa de tipo intelectual en gallego que resultó ser uno de los principales intereses del grupo.
Literariamente, el papel renovador le correspondió a Ramón Cabanillas, considerado como la síntesis y superación definitiva del Rexurdimento, al acoger lo más valioso del romanticismo y actualizar al mismo tiempo la poesía gallega.
Por su parte, la narrativa estuvo representada por la popularización de las novelas cortas durante la década de 1920, que sirvieron de campo de exploración para los autores y que posibilitó una vía de modernización para la narrativa gallega.

#### La literatura alrededor del grupo Nós
Para la historia del grupo, véase Grupo Nós.
Para los miembros de Nós ("Nosotros"), la elaboración de una prosa de ficción y de no ficción constituyó una estrategia para su intento de modernización de la cultura gallega. 
El ensayo es utilizado para buscar los rasgos diferenciales de Galicia con el fin último de legitimar la idea nacional; el cultivo de los temas nacionales es, pues, central en obras como Terra de Melide (1933) del Seminario de Estudos Galegos (organización cultural de singular importancia), Síntesis geográfica de Galicia (1933) de Ramón Otero Pedrayo y Santa María de Moreiras. Monografía dunha parroquia ourensán (1925-1935; publicada en 1969) de Xosé Ramón Fernández-Oxea, más conocido por su pseudónimo Ben-Cho-Shey. 
Como figuras centrales de la literatura gallega del momento hay que citar a Vicente Risco, Alfonso Daniel Rodríguez Castelao y Ramón Otero Pedrayo.

### Otras tendencias y autores
El resto de escritores que empieza a elaborar su obra literaria en la época y que no se sitúan ni en las Irmandades ni en el grupo Nós, han sido catalogados con las más diversas etiquetas: novecentistas, generación de 1925, generación de 1922... Se trata de escritores como Manuel Antonio, Luis Amado Carballo y Luís Pimentel.
En cuanto a la presencia de las vanguardias, se manifiestan a través de rasgos como un concepto deshumanizado de la literatura (huyendo de lo sentimental y lo íntimo), un acercamiento a la banalidad de lo cotidiano como materia poética, y por una apuesta por un lenguaje no literal, basado en el simbolismo y la sugestión. No obstante, el triunfo correspondió a las propuestas más moderadas, en forma de dos corrientes literarias concretas: el hilozoísmo y el neotrovadorismo (Álvaro Cunqueiro). 
En otro orden de cosas, durante estos años comienza su labor literaria un escritor inclasificable y que ocupa un lugar de relieve en la literatura gallega del siglo XX: Rafael Dieste.

## La literatura gallega durante el franquismo
Más allá de algunos textos menores, la publicación en 1947 del poemario de Aquilino Iglesia Alvariño Cómaros verdes significa el punto de partida de la literatura gallega tras el largo paréntesis de la guerra civil y sus años inmediatos de fuerte represión cultural. 
Paralelamente, a finales de esa década se empiezan a publicar también varias revistas literarias bilingües, entre las que destacaron Mensajes de poesía y Alba. Aparecen también algunos empeños editoriales, como la colección de poesía Benito Soto y las editoriales Bibliófilos Gallegos y Monterrey.
En cuanto a los medios de comunicación, el suplemento cultural del periódico La Noche de Santiago de Compostela, coordinado por Francisco Fernández del Riego y Xaime Isla, supone durante un breve período una plataforma pública para los intelectuales gallegos, aunque muy pronto es clausurado.
De relevancia excepcional es la fundación en 1950 de la Editorial Galaxia, "el verdadero artífice del proceso de reconstrucción cultural que Galicia tuvo que abordar en la posguerra.", que además de la publicación de libros, emprendería también desde 1963 la publicación de la revista cultural Grial.
Por otro lado, se inicia en Hispanoamérica ya desde 1940 una fecunda actividad intelectual en gallego por parte de los escritores exiliados. Además del trabajo político de Castelao, Eduardo Blanco Amor y Luís Seoane desarrollan una importante labor periodística y social. La revista Galicia, que ambos dirigieron, editada por el Centro Galego de Buenos Aires, se convierte en un medio de difusión de la cultura gallega y de concienciación galleguista. 

### La poesía
La poesía gallega durante el franquismo arranca varios años después del fin de la guerra. Este paréntesis temporal supone que, cuando la publicación empieza a regularizarse, lleguen a coincidir temporalmente, cuando menos, varios grupos de escritores generacionalmente heterogéneos.
Aparecen así, en la década de los cincuenta, cuatro líneas o tendencias principales que dominan el panorama poético hasta bien entrado el periodo democrático y que, de alguna manera, se articulan entre sí:
- En primer lugar, es posible identificar a un primer conjunto de poetas que ya estaban activos durante la Segunda República y que escriben fuertemente influidos por la tragedia bélica; conocidos, en ocasiones, bajo el membrete de generación de 1936, se trata de escritores como Fermín Bouza Brey, Luís Pimentel (uno de los considerados más relevantes), Aquilino Iglesia Alvariño, Luís Amado Carballo, Ricardo Carballo Calero y, sobre todo, Álvaro Cunqueiro. Se trata de los últimos herederos de la tradición galleguista que va de las Irmandades da Fala hasta la actividad del Grupo Nós, y que posibilitan de alguna manera la aparición del Partido Galeguista en 1931. Su cultura procede, por tanto, de la Segunda República, y son dinamizadores de la cultura gallega.[5]

Hay también, paralelamente, escritores con un estilo más conservador, continuistas de modelos como el neotrovadorismo (Xosé María Álvarez Blázquez) y el imaginismo; y otros, seguidores de un clasicismo formal y de una vena intimista como María Mariño e, incluso, con un matiz religioso en el caso de Xosé Díaz Castro.
- En segundo lugar, se inicia el cultivo de una poesía de tipo social, directamente vinculada a la situación histórica del momento ante la que los escritores reaccionan de forma individual. La figura más destacada es Celso Emilio Ferreiro.

- Al lado de los anteriores, se inicia también la trayectoria de un grupo de poetas que se conocen, convencionalmente, con el membrete de Promoción de enlace.

A diferencia de los anteriores, caracteriza a estos autores su autodidactismo, al madurar en plena dictadura y, por tanto, aislados de la cultura europea del momento. Además, son escritores en los que abunda la producción en español y solo muy esporádicamente frecuentan el uso del gallego. Se trata, pues, de una promoción que funciona como apéndice de los anteriores y que, al tiempo, abre camino a los siguientes.
Los poetas más destacables de este grupo son Luz Pozo Garza, Antón Tovar y Manuel Cuña Novás.
- En cuarto lugar, está la que sería la primera generación de poetas propiamente de posguerra. Desconocedores de la vivencia directa de la guerra, son también los primeros que pueden aproximarse a Europa y al ámbito de libertades que esta representaba, tanto en lo que toca a la expresión como a la sexualidad y otros aspectos. Se caracterizan también por un uso exclusivo del gallego y por un claro compromiso político con el marxismo y el nacionalismo.

En tanto acontecimiento que sirvió para crear una cierta conciencia de grupo, las restauradas en 1953 Festas Minervais dieron a la postre nombre a esta generación, denominada históricamente como de las Festas Minervais.
Las características de su producción poética son el hermetismo, en lo formal, y el pesimismo, la angustia y el tenebrismo, en lo temático.
Además de las Festas Minervais, otros elementos sirvieron para crear cierta conciencia de grupo entre estos escritores; se puede señalar, especialmente, el llamado grupo Brais Pinto. Se trataba de un grupo de universitarios influidos por el movimiento beatnik y con intereses multidisciplinares, que abarcaban desde lo plástico hasta la labor editorial. Dos poetas que militaron en el grupo fueron Xosé Luís Méndez Ferrín y Bernardino Graña.
En general, la trayectoria poética de esta generación das Festas Minervais va de lo existencial e intimista al compromiso con la realidad inmediata, generando una corriente socialrrealista que es iniciada por Manuel María en Documentos personaes (1958) y que se prolonga hasta finales de los setenta, contribuyendo también a ella Bernardino Graña.
Otros autores, Uxío Novoneyra y Antón Avilés de Taramancos, desarrollaron trayectorias muy personales vinculadas a elementos concretos de sus respectivas biografías (problemas de salud, en el primero de los casos, y la emigración, en el segundo); Xohana Torres, por su parte, trabajó la simbología paisajística y temporal en varias de sus obras.

### Narrativa
La narrativa gallega durante el franquismo tiene su centro neurálgico en el proyecto colectivo renovador que se ha denominado como Nueva narrativa gallega, que consolida en el tránsito de la década de los cincuenta a los sesenta el discurso narrativo en gallego y lo actualiza de acuerdo con las técnicas renovadoras que habían impregnado la novelística internacional a lo largo de todo el siglo.
- Previamente, el renacer narrativo en gallego tras la guerra fue una construcción más bien basada en individualidades que en corrientes o tendencias, dejando la vinculación temática o formal para el ámbito de la poesía.

La primera novela gallega publicada tras la guerra fue A xente da Barreira (1951), de Ricardo Carballo Calero, Premio Bibliófilos Gallegos. A Carballo Calero le siguen las figuras de Ánxel Fole, centrado en la Galicia profunda, y de Álvaro Cunqueiro, centrado fundamentalmente en el mundo de la fantasía culturalista.
- Fuera de Galicia, en el exilio, es imprescindible citar a dos autores: por un lado, Eduardo Blanco Amor conforma una de las trayectorias narrativas más populares y valiosas de la literatura gallega, con obras como A esmorga (novela publicada en 1959 en Buenos Aires) y Os biosbardos (relatos, de 1962). Técnicamente, Blanco Amor es un precedente de la Nueva narrativa gallega. Por otro lado, Xosé Neira Vilas, frecuentador del tema de la contraposición de realidades opuestas: el niño frente al adulto (del que es un ejemplo relevante la novela Memorias dun neno labrego), y el ambiente gallego frente al americano.

- En este contexto, es cuando aparecen a lo largo de los años cincuenta y sesenta un grupo de novelas que constituyen el primer intento colectivo de renovación radical técnica y temática del discurso narrativo gallego,[7] obras que conforman lo que se ha dado en denominar "nova narrativa galega".

- A lo largo de los años setenta, se consolidan las novedades introducidas en las décadas anteriores y se marcan las distancias con algunas tendencias excesivamente experimentales, prestándose, por el contrario, una mayor atención a cuestiones sociales enfocadas críticamente.

A este respecto, se frecuentan especialmente los relatos de tipo memorialístico centradas en la infancia y adolescencia, en forma de narraciones iniciáticas en la línea de cierta narrativa de Neira Vilas. Así, son destacables obras como Xente ao lonxe, de Blanco Amor, y Xoguetes para un tempo prohibido, de Carlos Casares. En un plano más simbólico, con referencias políticas implícitas, está la novela breve de Méndez Ferrín, Retorno a Tagen Ata, de 1971.

### El teatro
El panorama teatral en gallego durante el franquismo es especialmente desolador y solo es posible reseñar la labor de determinados escritores que, de forma individual, mantuvieron una cierta actividad como dramaturgos, aunque siempre paralela a su frecuentación de otros géneros.
- Hasta 1965 sobresale sin discusión la figura de Álvaro Cunqueiro, que como en su narrativa, permea su teatro de mitos literarios, humor y lirismo, como lo demuestran obras como O incerto señor Don Hamlet, príncipe de Dinamarca (1959) o A noite va coma un río (1965, 1974).

Además de Cunqueiro, hay que citar a Ricardo Carballo Calero, que frecuenta un amplio espectro estilístico, desde el realismo de O fillo (1935) hasta el alegorismo de A sombra de Orfeu (1958); y a Xenaro Mariñas del Valle, autor de una obra simbólica titulada A revolta, en la que se trata con afán universalista el problema de la emigración.
- A mediados de los sesenta, se empiezan a producir algunos intentos de promover determinadas apuesta teatrales, como por ejemplo la consolidación de algunos concursos teatrales, la fundación del Teatro Circo en La Coruña (primer grupo gallego de teatro independiente) la celebración de muestras teatrales, etc.

A lo largo de los setenta, por lo demás, empieza a germinar un teatro de tipo social, gracias a obras como Proceso en Jacobusland de Blanco Amor, y un teatro de temática mítica, en el que sobresale Manuel Lourenzo.
De 1971 data la escritura de O velorio del dramaturgo Francisco Taxes (La Coruña, 1940-2003), representado en 1978 por el Grupo Profesional de Teatro Troula con enorme éxito de público y crítica (destacan los elogios al texto y al montaje de José Monleón en Triunfo y El País). Manuel Rivas se refirió -a raíz de la publicación de la obra completa de Taxes en Edicións Xerais de Galicia (2008)- a este clásico teatral gallego como "obra maxistral, entroido vangardista, contracultura, subversión etnográfica, vinganza dionisíaca" en un artículo recogido en su libro Episodios galegos (Xerais, 2009).

## La literatura gallega durante la democracia

### La poesía
El primer signo de la llegada de tiempos aperturistas es el abandono de la línea social-realista frecuentada durante la dictadura y la impronta de Álvaro Cunqueiro en muchos de los nuevos poetas (sobre todo a través de su obra Herba aquí e acolá). Los poemarios que abren la nueva etapa se publican ya en 1976 y son Con pólvora e magnolias, de Xosé Luís Méndez Ferrín, y Mesteres, de Arcadio López-Casanova; culturalismo y denuncia en el primero, e innovaciones formales en el segundo, son rasgos suficientes para inaugurar una nueva época, aunque su influencia en otros escritores fue más bien discreta por su excepcionalidad. 
Además de la labor individual, empiezan también a aparecer grupos de poetas con una identidad común, como Cravo Fondo (Xesús Rábade, Xavier Rodríguez Barrio, Ramiro Fonte...), Alén, Loia y Rompente, todos ellos abarcadores de múltiples tendencias, desde la innovación lingüística hasta el radicalismo estético, pasando, como es el caso de Rompente, por una digestión definitiva para la poesía gallega de las vanguardias y por una actividad programática que dio como fruto el manifiesto poético Fóra as vosas suxas mans de Manuel Antonio, reivindicativo de la figura de Manuel Antonio, admirado por su actitud inconformista y su estética innovadora.
A comienzos de los años ochenta, empiezan también a consolidarse una serie de elementos que configurarán el armazón del sistema literario gallego: 
- una serie de revistas que servirán de plataforma para la publicación de la poesía de los poetas más jóvenes: se trata de publicaciones como Nordés, Coordenadas, Cen augas y, la más importante de todas, Dorna;
- creación de varios premios literarios, destacando entre ellos el Esquío;
- publicación de antologías de la nueva poesía, que en el caso de Dende a palabra, doce voces (1985) de Luciano Rodríguez, servirá de portavoz de la conocida como generación de los 80.

La poesía de grupo de poetas conocido como generación de los 80 se caracteriza por el culturalismo y el experimentalismo formal, y por la influencia que refleja de la lírica anglosajona y portuguesa. Temáticamente, abordan la realidad desde un punto de vista externo, para evitar el subjetivismo y la enunciación colectiva; son frecuentes los temas del amor (sensual y trascendente), el paso del tiempo y la muerte, la perspectiva metaliteraria y la visión cósmica de la naturaleza. Forman parte de esta generación destacados escritores como Vítor Vaqueiro, Xosé María Álvarez Cáccamo, Xavier Rodríguez Baixeras, Manuel Forcadela, Ramiro Fonte, Xavier Rodríguez Barrio, Miguel Anxo Fernán-Vello, Pilar Pallarés, Claudio Rodríguez Fer, Luis González Tosar, Román Raña, etc. 
Por lo demás, en los ochenta existen también voces sin una adscripción clara que, en algunos casos, habían empezado su trayectoria ya en los setenta, como es el caso de Darío Xohán Cabana, que evolucionó desde el socialrealismo (abandonado progresivamente por la mayor parte de los autores) a un cierto clasicismo formal. 
La década de los noventa refleja el interés multicultural propio de las corrientes teóricas del momento y una atención continuada por las grandes problemáticas de la contemporaneidad: ecologismo, antimilitarismo, feminismo, etc. 
En este sentido, hay, en primer lugar, un progresivo protagonismo del discurso feminista/femenino en la poesía de la época: autoras como María Xosé Queizán, Chus Pato, Marta Dacosta, Yolanda Castaño, María Lado, Olga Novo, etc., no solo se enfrentan a una radical deconstrucción del discurso poético tradicional sino que incorporan las nuevas inquietudes y el nuevo papel de la mujer contemporánea a los asuntos de su poesía. 
En segundo lugar, la atención a lo cotidiano, una suerte de poesía de la experiencia, se manifiesta, por ejemplo, en la obra de Fran Alonso.
En tercer lugar, determinados autores (especialmente, Antón Reixa) afrontan una revolución formal en forma de experimentalismo posmoderno, incorporando a la poesía recursos propios del ámbito audiovisual.
Por último, existe una tendencia denominada poesía del conocimiento que apuesta por el trascendentalismo temático y una forma muy trabajada desde un punto de vista más clásico; forman parte de esta corriente poetas como Miro Villar o Martín Veiga.

### La narrativa
La novela que abre la producción narrativa gallega tras el franquismo es, significativamente, Dos anxos e dos mortos (1977) de Anxo Rey Ballesteros, por cuanto en ella se expone la crisis identitaria de la juventud gallega del momento. Se trata de una novela precursora de una nueva estética que, además, ha asimilado las renovaciones formales de la nueva narrativa. Por lo demás, el éxito comercial de A nosa cinza (1980), de Xavier Alcalá, materializa el calado de la narrativa gallega en la nueva sociedad gallega.
Institucionalmente, hay dos premios que resultaron determinantes para la consolidación de la narrativa: el Blanco Amor (1981), que fomentó la novela larga, y el Xerais (1984), que abrió las puertas a distintos subgéneros narrativos, al otorgar en su primera edición el premio la novela policial Crime en Compostela de Carlos Reigosa. 
Por otro lado, resulta también de gran efectividad para la normalización del discurso narrativo la reedición de los narradores clásicos en gallego, tales como Álvaro Cunqueiro o Ramón Otero Pedrayo, que sirven a los jóvenes como modelos a los que imitar o de los que apartarse. 
Aparecen también autores como Concha Blanco que crean una literatura principalmente infantil, aunque también abordan otros ámbitos. Esta autora consigue cierto renombre al conseguir un Accésit en el Premio Lazarillo en 1997 por la obra ¡A mí que me importa! (traducida al castellano) y por ser finalista en el Premio Xerais en los años 1996, 1999 y 2003.
Por último, hay también una revitalización del género "relato" frente a la novela, como un medio más adecuado de llegar al gran público y como un campo para distintas experimentaciones, tanto técnicas como temáticas.
- Además del subgénero de la novela policiaca (frecuentado, por ejemplo, por Aníbal C. Malvar), son destacables el subgénero erótico (Anel de mel, de Xulio L. Valcárcel, Beatum corpus, de César Cunqueiro), la novela de filiación cunqueiriana (en Darío Xohán Cabana), la novela histórica (O triángulo inscrito na circunferencia, de Víctor Freixanes), la novela de la memoria histórica (Xavier Alcalá), etc.

- Pero quizá el elemento que simboliza por encima de otros la normalización literaria gallega es la aparición de algunos escritores que han llegado a trascender el espacio literario gallego y se han dado a conocer en el resto de España. Tal es el caso de novelistas como Manuel Rivas, Alfredo Conde, Marina Mayoral o Suso de Toro, todos ellos autores de obras de difícil encuadramiento en tendencias específicas, pero que gustan de abordar los temas siempre desde una perspectiva gallega, en el sentido de concretar en su tierra de origen es espacio literario donde se desarrollan las acciones de sus obras.

- Por otra parte, los escritores que habían protagonizado la nueva narrativa gallega consolidan su trayectoria durante estos años, hasta el punto de convertirse en referentes literarios para las nuevas generaciones, tal es el caso de Carlos Casares y Xosé Luís Méndez Ferrín.

### El teatro
Suele destacarse que el teatro gallego escrito en democracia tiende a abandonar los intereses concienciadores o movilizadores en beneficio de una producción más autónoma y autosuficiente en cuanto a sus valores estéticos. Consecuencia inicial de este desinterés por influir en el espectador sería la aparición de unas obras más dirigidas a la lectura que a la puesta en escena, singularizadas por el uso de un lenguaje simbólico y la adopción de aproximaciones metateatrales a temas universales, aun reconociendo que hubo autores que apostaron por una escritura más realista, atenta al discurrir de la historia de la Galicia contemporánea. El interés de muchos de estos autores por abandonar una práctica teatral tradicional, adoptando técnicas vanguardistas e, incluso, experimentales en sus obras, lo que se añadiría a las persistentes dificultades para hacer llegar obras teatrales al público, hicieron que los premios para literatura dramática (el Álvaro Cunquerio, el de la Biblioteca Arlequín, el Rafael Dieste, etc.) se convirtieran en prácticamente la única manera de publicar teatro en Galicia durante estos años. Sin embargo, otros enfoques consideran que este punto de vista no concede el debido valor literario a la creación de textos directamente concebidos para la escena por autores vinculados a los propios grupos de teatro, textos en ocasiones de creación colectiva. Seguramente sea la figura de Roberto Vidal Bolaño, fundador de la compañía teatral Antroido en 1975, en la que realizó labores de director, escenógrafo, iluminador e intérprete, quien mejor representa ese otro tipo de creador literario que, rompiendo con la separación entre autor literario y creador escénico, en cierto modo recupera una figura de largo aliento en la historia del teatro. A Roberto Vidal Bolaño, prematuramente fallecido en 2002, la Real Academia Gallega le dedicó el Día das Letras Galegas del año 2013.
La primera promoción de dramaturgos de la época tuvo en los Cadernos da Escola Dramática Galega un lugar privilegiado para ver publicados sus textos. Se trata de autores interesados por el culturalismo, el lirismo y el simbolismo, como Miguel Anxo Fernán-Vello, Inma A. Souto, Luísa Villalta, Henrique Rabunhal y Joao Guisán, todos ellos autores de producción teatral irregular y con características más o menos comunes: aparte de las citadas, el recurso al metateatro, la elusión de la referencialidad, el humor absurdo, etc. Otros escritores, más decididos por singularizarse como autores de teatro, se decantaron por alejarse de ese culturalismo y acercarse a la expresión de la intimidad, así los casos de Xesús Pisón, Manuel Riveiro Loureiro y otros. Ciertos escritores, como Antón Reixa, Xosé Carlos Cermeño y Roberto Salgueiro, apostaron por su parte por un teatro lúdico e iconoclasta, más atento a su posible representación escénica.
Estas primeras tentativas de acercar los textos a los escenarios verán consolidadas sus expectativas en los años noventa; básicamente, se aprecia una revalorización del autor que al mismo tiempo es director, dramaturgo y traductor, y un interés incesante por las técnicas de montaje teatral.
Asimismo, la década final del siglo XX ve cómo se normaliza definitivamente la existencia de un sistema teatral en gallego, como se manifiesta con la consolidación de algunas compañías (Teatro del Atlántico, Teatro del Noroeste, etc.), con la creación del Centro Dramático Galego, la creación de nuevos premios, festivales, subvenciones, etc. 
Algunos de los artistas más relevantes de esa época fueron Lino Braxe, cultivador de una línea simbolista; Francisco Souto; Cándido Pazó, interesado en el fenómeno de la intertextualidad; Miguel-Anxo Murado, interesado en el pasado; Xavier Lama; Raúl Dans; etc.
A modo de síntesis, se puede concluir que en la obra de los autores de los noventa se percibe 

una menor carga simbólica, una clara preferencia por el recurso a la intertextualidad, y un gran cuidado de la estructura de la pieza, que en muchos casos se acerca a lo que acostumbramos a llamar 'pièce bien faite'; (...) se produce un redescubrimiento de la comedia como modelo genérico [y] el afán por facilitar una salida escénica a sus textos hace que los dramaturgos sientan una cierta legítima preocupación por facilitar montajes que puedan captar el interés del público.

Véase también: Escritores de Galicia